# Chapelle Notre-Dame de Carami
La chapelle Notre-Dame de Carami est située sur la commune de Carcès, dans le département du Var.

## Histoire
Une association de sauvegarde de la chapelle est créée en février 1982.
La chapelle est inscrite au titre des monuments historiques depuis le 2 décembre 1988.

## En savoir plus